# Stéphanie Bermann
Pour les articles homonymes, voir Bermann.
Stéphanie Bermann est une productrice de cinéma française née le 31 octobre 1982.

## Biographie
Elle fonde en 2011 Domino Films avec Alexis Dulguerian.

## Filmographie
- 2014 : La Famille Bélier d'Éric Lartigau
- 2016 : West Coast de Benjamin Weill
- 2017 : Petit Paysan d'Hubert Charuel
- 2018 : Cajou de Claude Le Pape
- 2019 : Les Petits Flocons de Joséphine de Meaux
- 2019 : Perdrix d'Erwan Le Duc
- 2021 : Une femme du monde de Cécile Ducrocq
- 2023 : Youssef Salem a du succès de Baya Kasmi
- 2023 : La fille de son père d’Erwan Le Duc

## Distinctions

### Récompenses
- César 2018 : César du meilleur premier film pour Petit Paysan

### Nominations
- César 2015 : César du meilleur film pour La Famille Bélier
- César 2018 : César du meilleur film pour Petit Paysan